# Морохорово (Житковичский район)
Моро́хорово (бел. Марохарава) — деревня, центр Морохоровского сельсовета Житковичского района Гомельской области Беларуси.

## География

### Расположение
В 16 км на северо-восток от Житковичей, 10 км от железнодорожной станции Бринёво (на линии Лунинец — Калинковичи), 230 км от Гомеля.

## Гидрография
На западе канал Старый, на востоке и юге — сеть мелиоративных каналов, в том числе Найда-Белёвский.

## Транспортная сеть
Транспортные связи по просёлочной, затем автомобильной дороге Лунинец — Калинковичи. Планировка состоит из прямолинейной улицы, близкой к меридиональной ориентации, к которой с запада присоединяется дугообразная улица, с востока — 2 короткие улицы, соединённые переулком. Застройка двусторонняя, неплотная, деревянная, усадебного типа.

## История
Основана в начале XX века переселенцами из соседних деревень. В 1931 году организован колхоз «13-й Октябрь». В 1930-х годах в деревню переселены жители более близких хуторов, в результате чего сформировалась новая улица. Во время Великой Отечественной войны каратели в 1942 году частично сожгли деревню. На фронтах и в партизанской борьбе погибли 49 жителей деревень Морохорово, Замошье и Дуброва, в память о них в 1966 году в парке установлен обелиск с именами павших. С 16 июля 1954 года центр Морохоровского сельсовета. Согласно переписи 1959 года центр колхоза имени В. И. Ленина. До 1994 года действовала базовая школа. Ныне работают дом культуры, библиотека, фельдшерско-акушерский пункт, ветеринарный участок, отделение связи, магазин.

## Население

### Численность
- 2004 год — 182 хозяйства, 404 жителя.

### Динамика
- 1925 год — 13 дворов.
- 1959 год — 458 жителей (согласно переписи).
- 1985 год — 150 дворов
- 2004 год — 182 хозяйства, 404 жителя.